# Buellas
Buellas település Franciaországban, Ain megyében. Lakosainak száma 1884 fő (2022. január 1.). Buellas Montcet, Montracol, Polliat, Saint-Denis-lès-Bourg és Saint-Rémy községekkel határos.

## Népesség
A település népességének változása:
| Lakosok száma | 687  | 1006 | 1288 | 1650 | 1694 | 1771 | 1782 | 1797 | 1825 | 1884 |
|               | 1968 | 1982 | 1999 | 2006 | 2011 | 2015 | 2017 | 2018 | 2020 | 2022 |